# Гипоксемия
Гипоксемия (от др.-греч. ὑπο- — приставка со значением ослабленности качества, новолат. oxygenium — кислород и др.-греч. αἷμα — кровь) представляет собой понижение содержания кислорода в крови вследствие различных причин, среди которых - нарушение кровообращения, повышенная потребность тканей в кислороде (избыточная мышечная нагрузка и др.), уменьшение газообмена в лёгких при их заболеваниях, уменьшение содержания гемоглобина в крови (например, при анемии), уменьшения парциального давления кислорода во вдыхаемом воздухе (высотная болезнь) и др. При гипоксемии парциальное давление кислорода в артериальной крови (РаО2) составляет менее 60 мм рт. ст., сатурация ниже 90 %. Гипоксемия является одной из причин гипоксии.